# Brachyophidium rhodogaster
Genre
Espèce
Statut de conservation UICN

 LC  : Préoccupation mineure
Brachyophidium rhodogaster, unique représentant du genre Brachyophidium, est une espèce de serpents de la famille des Uropeltidae.

## Répartition et habitat
Cette espèce est endémique des Ghats occidentaux en Inde. Elle vit dans les forêts sempervirentes, les plantations de thés et les sholas des Ghats occidentaux. Cette espèce vit dans le sol à 1 ou 2 m de profondeur et sort uniquement durant la saison des pluies. Elle préfère les endroits vallonnées de haute altitude (généralement plus de 1 500 m) et de basse température. 

## Description
L'holotype de Brachyophidium rhodogaster, une femelle gravide, mesure 178 mm. Cette femelle portait trois œufs mesurant 12 mm de long. Cette espèce a le dos et la tête uniformément brun noirâtre. Sa face ventrale est rosâtre.

## Étymologie
Son nom d'espèce, du grec ancien ῥόδινος, rhódinos, « rose », et γαστήρ, gastêr, « ventre », lui a été donné en référence à sa livrée.

## Publication originale
- Wall, 1921 : A new snake of the family Uropeltidae. Journal of the Bombay Natural History Society, vol. 28, n. 1, p. 41-42 (texte intégral).